# Tricheops ephippiger
Tricheops ephippiger är en skalbaggsart som beskrevs av Newman 1838. Tricheops ephippiger ingår i släktet Tricheops och familjen långhorningar. Inga underarter finns listade i Catalogue of Life.